# Джеймс Манос-молодший
Джеймс Манос-молодший (англ. James Manos Jr.) — американський сценарист, продюсер і режисер, найбільш відомий як творець і виконавчий продюсер серіалу Декстер (Dexter), а також лауреат премії «Еммі» за роботу над серіалом Клан Сопрано (The Sopranos).

## Біографія
Джеймс Манос-молодший народився у США. Закінчив Колумбійський університет, де здобув ступінь магістра мистецтв у галузі драматургії. Свою кар'єру в індустрії розпочав як театральний режисер та драматург, а згодом перейшов до телебачення.

## Кар'єра

### Телебачення
Манос здобув широку популярність завдяки участі в роботі над культовим телесеріалом Клан Сопрано, за який у 1999 році отримав премію «Еммі» в категорії «Найкращий сценарій для драматичного серіалу» (разом з Девідом Чейзом) за пілотний епізод серіалу.
У 2006 році він став творцем і виконавчим продюсером першого сезону телесеріалу Декстер, що вийшов на телеканалі Showtime. Серіал, заснований на романі Джеффа Ліндсея Darkly Dreaming Dexter, здобув значний успіх і культовий статус. Саме завдяки роботі Маноса було закладено основний тон і стиль серіалу, який поєднує кримінальну драму з елементами чорного гумору.

### Інші проєкти
Манос також працював над іншими телевізійними та кіно проектами як сценарист і продюсер. Серед них — серіали для HBO, CBS та інших мереж. Окрім роботи на телебаченні, він писав п'єси, займався викладанням сценарної майстерності та працював над незалежними кінофільмами.

## Нагороди
- Премія «Еммі» (1999) — за найкращий сценарій драматичного серіалу (Клан Сопрано)
- Інші номінації та відзнаки за роботу над Декстером та іншими серіалами.

## Особисте життя
Інформація про особисте життя Джеймса Маноса-молодшого переважно не розголошується. Відомо, що він активно підтримує розвиток мистецтва та бере участь у програмах навчання молодих сценаристів.